# Александар Опарин
Александар Иванович Опарин (рус. Алекса́ндр Ива́нович Опа́рин; Угљич, 2. март 1894 — Москва, 21. април 1980) био је руски биохемичар, познат по теорији абиогенезе, а такође је познат и по својој књизи "Порекло живота". Проучавао је ензимске процесе у биљним ћелијама и допринео развоју индустријске биохемије у Совјетском Савезу.

## Биографија
Рођен је 1894. године у Угљичу, а дипломирао је 1917. године на Московском Државном Универзитету и ту је постао професор биохемије 1927. године. Први његови радови су били везани за биљне ензиме и њихову улогу у метаболизму биљака. Године1924. први пут је објавио своју теорију постанка живота на Земљи, која се базирала на хемијској еволуцији органских молекула у такозваној примордијалној супи. Заједно са Алексејем Бакхом је 1935. године основао Институт биохемије у склопу Совјетске академије наука. Постао је дописни члан Совјетске Академије Наука 1939. године, а 1946. године и пуноправни члан. 1970. године је изабран за председника Међународног удружења за проучавање порекла живота. Опарин је умро 21. априла 1980. године у Москви.
Добитник је многобројних награда за допринос науци, а неке од њих су: 1969. је постао Херој социјалистичког рада, 1974. је примио Лењинову награду, а 1979. му је додељена Ломоносовљева Златна медаља за "изванредна достигнућа у биохемији". Пет пута је награђиван Орденом Лењина.

## Теорија порекла живота
Према биолошким и хемијским сазнањима тог доба, Опарин је заједно са британским научником Џ. Б. С. Халдејном развио теорију хемијског почетка живота (абиогенезе) и описао је у својој књизи "Порекло живота" 1924. године.
Полазио је од следећих претпоставки:
- Не постоји битна разлика између живих бића и неживе материје. Сложеност живих бића је само последица хемијске, а затим и биолошке еволуције материје.
- Након открића метана око Јупитера и других великих планета, Опарин је претпоставио да је првобитна Земљина атмосфера била редукујућа и садржала је метан, водоник, амонијак и водену пару. У оваквој редукујућој атмосфери није било кисеоника.
- Под утицајем електричних пражњења и ултраљубичастих зракова, атмосферски гасови су реаговали с врелом водом и стварали прве органске молекуле који су се поступно концентрисали у мањим воденим запреминама. Опарин је том процесу дао назив "прасупа" или "првобитна супа".

На темељу радова других хемичара и сопствених експеримената, Опарин је доказао да је с повећањем сложености органских молекула долазило до формирања структура коацервата, кугластих хидрофобних агрегата, који су се састојали од колоидног раствора органских молекула. Уроњени у водени раствор, коацервати су могли да формирају још сложеније структуре с двоструком липидном мембраном, које су биле способне за процес осмозе. Опарин их је назвао протобионтима, структурама које су могле да расту, деле се и имале су прве назнаке метаболизма. Он их је сматрао првим правим претходницима живих бића.
Полазећи од Опаринових и Халданеових идеја, Стенли Милер и Харолд Јури су 1953. године извели експеримент у ком су доказали да је могуће стварање органских молекула из гасова присутних у првобитној редукујућој атмосфери. Милер-Јуријев експеримент је први у низу сличних експеримената који су дали још чвршће потврде теорији абиогенезе.